# Boet van Gestel
Boet van Gestel (* 21. September 1995 in Goirle) ist ein niederländischer Eishockeyspieler, der seit 2021 bei den Bulldogs de Liège unter Vertrag steht und mit dem Klub seither in der belgisch-niederländischen BeNe League spielt.

## Karriere

### Club
Boet van Gestel, der aus der Tilburger Nachbargemeinde Goirle stammt, begann seine Karriere bei den Tilburg Trappers, für die er bis heute spielt. Zunächst wurde er in der zweiten Mannschaft, dem „Toekomstteam“, in der zweitklassigen Eerste divisie eingesetzt. Als 17-Jähriger debütierte er in der ersten Mannschaft in der Spielzeit 2012/13 in der Ehrendivision. 2014 konnte er mit den Trappers den niederländischen Meistertitel erringen. 2013 und 2014 gewann er mit dem Team aus der Provinz Nordbrabant den niederländischen Pokalwettbewerb. Nach diesen Erfolgen wechselte er zum Ligakonkurrenten Eindhoven Kemphanen. Als sein Exklub in die deutsche Oberliga Nord wechselte, kehrte er nach Tilburg zurück. In der Oberliga belegten die Trappers in ihrer ersten Spielzeit den zweiten Platz hinter den Füchsen Duisburg. Durch Play-off-Siege gegen die Hannover Scorpions, den EV Landshut und den EC Peiting erreichten sie das Finale um die Oberliga-Meisterschaft, das durch eine 3:0-Finalserie gegen den EHC Bayreuth gewonnen wurde. Auch 2017 und 2018 konnte er mit den Trappers die Oberliga-Meisterschaft gewinnen. 2021 wechselte er zu den Bulldogs de Liège in die belgisch-niederländischen BeNe League, die er mit dem Klub 2023 und 2024 gewinnen konnte.

### International
Für die Niederlande nahm van Gestel an den Spielen der Division II der U18-Weltmeisterschaften 2012 und 2013 sowie der U20-Weltmeisterschaften 2014 und 2015 teil.
In der Herren-Nationalmannschaft spielte van Gesten erstmals bei der Weltmeisterschaft 2014 in der Division I. Auch 2015 stand er für die Niederländer in der Division I auf dem Eis. Nach dem Abstieg 2015 spielte er mit seinem Team 2016 in der Division II, wobei der sofortige Wiederaufstieg gelang. Nachdem die Niederländer ohne van Gestel 2017 und erneut abgestiegen waren, gelang ihm bei den Weltmeisterschaften der Division II 2018 und 2022 erneut der direkte Wiederaufstieg. Bei der Weltmeisterschaft 2023 erreichte er dann den Klassenerhalt mit seiner Mannschaft.

## Erfolge und Auszeichnungen
- 2013 Niederländischer Pokalsieger mit den Tilburg Trappers
- 2014 Niederländischer Meister und Pokalsieger mit den Tilburg Trappers
- 2016 Deutscher Oberliga-Meister mit den Tilburg Trappers
- 2017 Deutscher Oberliga-Meister mit den Tilburg Trappers
- 2018 Deutscher Oberliga-Meister mit den Tilburg Trappers
- 2023 Gewinn der BeNe League mit den Bulldogs de Liège
- 2024 Gewinn der BeNe League mit den Bulldogs de Liège

### International
- 2013 Aufstieg in die Division II, Gruppe A, bei der U18-Weltmeisterschaft der Division II, Gruppe B
- 2016 Aufstieg in die Division I, Gruppe B, bei der Weltmeisterschaft der Division II, Gruppe A
- 2018 Aufstieg in die Division I, Gruppe B, bei der Weltmeisterschaft der Division II, Gruppe A
- 2022 Aufstieg in die Division I, Gruppe B, bei der Weltmeisterschaft der Division II, Gruppe A